# Conil de la Frontera
Conil de la Frontera település Spanyolországban, Cádiz tartományban. Conil de la Frontera Chiclana de la Frontera és Vejer de la Frontera községekkel határos. Lakosainak száma 23 996 fő (2024).

## Népesség
A település népessége az utóbbi években az alábbiak szerint változott:
| Lakosok száma | 18 036 | 18 979 | 19 890 | 20 984 | 21 664 | 22 063 | 22 297 | 22 529 | 23 182 | 23 996 |
|               | 2001   | 2004   | 2006   | 2009   | 2011   | 2014   | 2016   | 2019   | 2021   | 2024   |